# میخائیل خودورکوفسکی

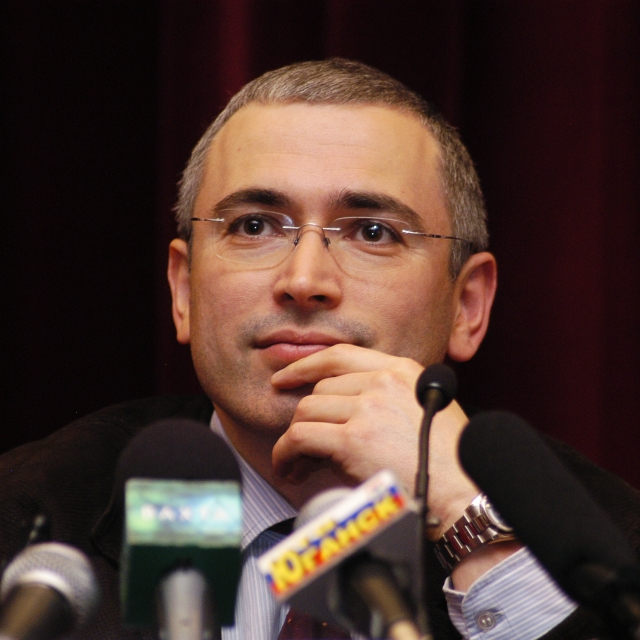
میخائیل خودورکوفسکی

میخائیل خودورکوفسکی (به روسی: Михаи́л Бори́сович Ходорко́вский) (زاده ۲۶ ژوئن ۱۹۶۳) سرمایه‌دار اهل روسیه است. وی در سال ۲۰۰۳ توسط مجله اکسپرت، به‌همراه رومن آبراموویچ به‌عنوان مرد سال برگزیده شد. او در سال ۲۰۰۴ ثروتمندترین فرد روسیه و یکی از ثروتمندترین افراد جهان بود و در ردهٔ ۱۶ فهرست ثروتمندترین افراد جهان قرار گرفت.
خودورکوفسکی در ۲۰۱۰ در اتهامات دزدی نفت و پول‌شویی محکوم شد. وی در سال ۲۰۰۳ به جرم فرار از تعهدات مالیاتی به زندان افتاده بود. وی ۱۹ سپتامبر ۲۰۱۳ پس از ده سال، با عفو ولادیمیر پوتین از زندان آزاد شد.
خودروفسکی در جوانی سابقه عضویت در کومسومول اتحاد شوروی را دارد‌.